# Cedric Kulbach
Cedric Kulbach (15 de junio de 1993) es un deportista alemán que compitió en remo. Ganó una medalla de oro en el Campeonato Mundial de Remo de 2016, en la prueba de cuatro scull ligero.

## Palmarés internacional
| Campeonato Mundial | Campeonato Mundial      | Campeonato Mundial | Campeonato Mundial  |
| Año                | Lugar                   | Medalla            | Prueba              |
| ------------------ | ----------------------- | ------------------ | ------------------- |
| 2016               | Róterdam (Países Bajos) | Medalla de oro     | Cuatro scull ligero |